# 布盧明格羅夫鎮區 (印地安納州富蘭克林縣)
布盧明格羅夫鎮區（英語：Blooming Grove Township）是位於美國印地安納州富蘭克林縣的一個行政鎮區。

## 地方資料
根據2010年美國人口普查的數據，布盧明格羅夫鎮區的面積為55.80平方千米，當中陸地面積為55.70平方千米，而水域面積為0.10平方千米。當地共有人口1154人，而人口密度為每平方千米20.68人。